# Jonas Lindberg
Jonas Lindberg (sinh ngày 24 tháng 3 năm 1989) là một cầu thủ bóng đá người Thụy Điển thi đấu ở vị trí tiền đạo cho GAIS.

## Sự nghiệp câu lạc bộ
Ngày 4 tháng 11 năm 2015 he kí hợp đồng cùng với Sarpsborg 08 trong 2 năm.